# Taracticus similis
Taracticus similis là một loài ruồi trong họ Asilidae. Taracticus similis được Williston miêu tả năm 1901. Loài này phân bố ở vùng Tân nhiệt đới.